# Catanthera longistylis
Catanthera longistylis är en tvåhjärtbladig växtart som först beskrevs av Rudolf Mansfeld, och fick sitt nu gällande namn av Madhavan Parameswarau Nayar. Catanthera longistylis ingår i släktet Catanthera och familjen Melastomataceae. Inga underarter finns listade i Catalogue of Life.